# Становсько
Становсько (словен. Stanovsko) — поселення в общині Польчане, Подравський регіон‎, Словенія.